# Arnaud Lusamba
Arnaud Lusamba, né le 4 janvier 1997 à Metz (Moselle), est un footballeur international congolais. Il évolue actuellement au poste de milieu de terrain.

## Biographie
Arnaud Lusamba est issu d'une famille originaire de la République démocratique du Congo et du Cap-Vert et grandit dans la cité des Hauts de Blémont à Metz. Il évolue jusqu’à l’âge de 13 ans à l’ESAP Metz. Supervisé par les deux grands clubs professionnels de la région, il opte pour l’AS Nancy-Lorraine, plus rapide à déceler son talent et plus convaincant par l'intermédiaire de son recruteur Mohamed Ouadah.
Ce milieu de terrain polyvalent débute en équipe de France en catégorie U16, et va alors connaitre une ascension fulgurante. En un an, Arnaud passe des U17 au groupe professionnel. Lancé dans le grand bain par Pablo Correa, il marque face à Dijon lors de son premier match en Ligue 2. Quelques jours plus tard, à 17 ans et demi, il signe professionnel pour une durée de trois ans.
Après une belle saison au sein du club nancéien, il a des envies d'ailleurs. Alors qu'il est sollicité par plusieurs clubs de Ligue 1, et qu'il lui reste seulement six mois de contrat, il opte finalement pour l'OGC Nice avec qui il jouera la Ligue Europa. Il signe officiellement avec le club azuréen le 19 juillet 2016.
Le 4 juillet 2018, il s'engage avec le Cercle Bruges pour une saison en prêt, avec option d'achat.
Libéré de son contrat, il s'engage jusqu'en 2022 avec l'Amiens SC le 20 octobre 2020.

## Statistiques
| Saison                | Club                  | Championnat           | Championnat | Championnat | Coupe nationale | Coupe nationale | Coupe de la Ligue | Coupe de la Ligue | Compétition(s) continentale(s) | Compétition(s) continentale(s) | Compétition(s) continentale(s) | Total | Total |
| Saison                | Club                  | Division              | M.          | B.          | M.              | B.              | M.                | B.                | Comp.                          | M.                             | B.                             | M.    | B.    |
| 2014-2015             | AS Nancy-Lorraine     | Ligue 2               | 30          | 5           | 3               | 0               | 1                 | 0                 | -                              | -                              | -                              | 34    | 5     |
| 2015-2016             | AS Nancy-Lorraine     | Ligue 2               | 19          | 5           | 1               | 0               | 2                 | 0                 | -                              | -                              | -                              | 22    | 5     |
| 2016-2017             | OGC Nice              | Ligue 1               | 6           | 0           | 0               | 0               | 1                 | 0                 | C3                             | 1                              | 0                              | 8     | 0     |
| Total sur la carrière | Total sur la carrière | Total sur la carrière | 55          | 10          | 4               | 0               | 4                 | 0                 | -                              | 1                              | 0                              | 64    | 10    |